# کابوس‌ها (فیلم ۱۹۸۰)
«کابوس‌ها» (انگلیسی: Nightmares (1980 film)) فیلمی در ژانر ترسناک است که در سال ۱۹۸۰ منتشر شد.